# Overdrive (film, 2017)
Pour les articles homonymes, voir Overdrive.
Pour plus de détails, voir Fiche technique et Distribution.
Overdrive est un film d'action français réalisé par Antonio Negret, sorti en 2017.

## Synopsis
Les frères Andrew et Garrett Foster sont des pilotes d'exception, mais aussi des voleurs d'exception. Leur spécialité : voler les voitures les plus chères au monde. À Marseille, ils parviennent à dérober une sublime Bugatti Type 57 de 1937, joyau de l'exceptionnelle collection de Jacomo Morier, parrain local. Ce dernier décide alors d’utiliser leur talent à son profit contre son ennemi juré, Max Klemp. Mais s’ils acceptent de rentrer dans ce jeu, c’est qu’ils ont en réalité conçu un coup d’une audace inégalée.

## Fiche technique
Sauf indication contraire, les informations mentionnées dans cette section peuvent être confirmées par la base de données cinématographiques IMDb,  présente dans la section « Liens externes ».
- Titre : Overdrive
- Réalisateur : Antonio Negret
- Scénario : Michael Brandt et Derek Haas
- Montage : Sophie Fourdrinoy et Samuel Danési
- Décors : Arnaud Le Roch
- Costumes : Agnès Beziers
- Photographie : Laurent Barès
- Musique : Pascal Lengagne
- Producteurs : Michael Brandt, Derek Haas, Grégoire Melin, Pierre Morel, Christopher Tuffin
- Société de production :  Kinology, Sentient Pictures et Umedia
- Budgets : 24 340 000 €
- Distribution : Océan Films (France)
- Langues originales : anglais, français
- Durée : 96 minutes
- Genre : action
- Classification : tous publics en France
- Date de sortie :
  - France : 16 août 2017

## Distribution
- Scott Eastwood (VF : Valentin Merlet) : Andrew Foster
- Freddie Thorp (VF : Clément Moreau) : Garrett Foster
- Ana de Armas (VF : Ingrid Donnadieu) : Stéphanie
- Gaia Weiss (VF : elle-même): Devin
- Simon Abkarian (VF : lui-même) : Jacomo Morier
- Clemens Schick (VF : Johannes Oliver Hamm) : Max Klemp
- Abraham Belaga (VF : lui-même) : Laurent Morier
- Kaaris (VF : lui-même) : Franck
- Magne-Håvard Brekke (VF : lui-même) : Kuhn
- Joshua Fitoussi (VF : lui-même) : Leon
- Tibo Drouet : Racer one
- Manuel Jimenez : Racer #6
- Pierre-Marie Mosconi (VF : lui-même) : Officier Closson
- Frédéric Anscombre (VF : lui-même) : Officier Depaul
- Moussa Maaskri (VF : lui-même) : Panahi
- Tom Leeb : le touriste américain
- Fabian Wolfrom : Max Klemp à 20 ans

## Production

### Genèse et développement
En mai 2011, il est annoncé que Pierre Morel va produire un film d'action nommé Overdrive, qui sera réalisé par Antonio Negret, d'après un scénario de Michael Brandt de Derek Haas (en) (également producteurs). La société Sentient Pictures est alors attachée au projet. En septembre 2015, Christopher Tuffin rejoint la production. En novembre 2015, Kinology vend les droits de distribution internationale à différents acheteurs.

### Attribution des rôles
Alex Pettyfer, Matthew Goode, Garrett Hedlund, Jamie Bell, Karl Urban, Ben Barnes, Emilia Clarke et Sam Claflin ont été plus ou moins rattachés au projet durant les différentes étapes de la production,,,.

### Tournage
Le tournage débute le 4 janvier 2016 et a lieu à Paris et Marseille ainsi qu'à Martigues,.
Une partie de l'équipe de production et l'acteur Scott Eastwood apparaissent dans un épisode de la saison 4 de l'émission de télévision Nus et culottés, diffusée sur France 5 en 2016.